# Z města cesta
Z města cesta è un film a carattere documentaristico del 2002, diretto da Tomáš Vorel. 